# Nguyễn Văn Phương
Nguyễn Văn Phương (sinh ngày 29 tháng 12 năm 1970) là chính trị gia nước Cộng hòa xã hội chủ nghĩa Việt Nam. Ông hiện là Phó Bí thư Thành ủy, Bí thư Ban Cán sự Đảng, Chủ tịch Ủy ban nhân dân thành phố Huế và kiêm nhiệm các vị trí lãnh đạo hành pháp thành phố Huế. Ông nguyên là Phó Bí thư Ban Cán sự Đảng, Phó Chủ tịch Ủy ban nhân dân tỉnh Thừa Thiên Huế; Tỉnh ủy viên, Giám đốc Sở Kế hoạch và Đầu tư tỉnh Thừa Thiên Huế; Chủ tịch Ủy ban nhân dân huyện Hương Trà, tỉnh Thừa Thiên Huế.
Nguyễn Văn Phương là Đảng viên Đảng Cộng sản Việt Nam, học vị Cử nhân Toán, Kỹ sư Xây dựng dân dụng và công nghiệp, Thạc sĩ Kinh tế học, Cao cấp lý luận chính trị.

## Xuất thân và giáo dục
Nguyễn Văn Phương sinh ngày 29 tháng 12 năm 1970 tại xã Phong Sơn, huyện Phong Điền, tỉnh Thừa Thiên. Ông lớn lên và theo học phổ thông tại quê nhà, tỉnh Bình Trị Thiên. Sau khi tốt nghiệp phổ thông 12/12, ông theo học đại học ngành xây dựng, tốt nghiệp Kỹ sư Xây dựng dân dụng và công nghiệp năm 1993. Bên cạnh đó, ông cũng học ngành Toán và có bằng Cử nhân Toán học, thông thạo tiếng Anh. Từ tháng 7 năm 2003 đến tháng 6 năm 2004, ông theo học cao học kinh tế của khóa đào tạo sau đại học chương trình giảng dạy Kinh tế Fullbright và nhận bằng Thạc sĩ Kinh tế học. Trong quá trình công tác, giai đoạn tháng 3, tháng 4 năm 2015, ông tham gia chương trình nâng cao năng lực dành cho các nhà lãnh đạo chiến lược của Việt Nam tại Hàn Quốc.
Ngày 3 tháng 10 năm 1996, ông được kết nạp Đảng Cộng sản Việt Nam, trở thành đảng viên chính thức vào ngày 3 tháng 10 năm 1997. Trong quá trình hoạt động Đảng và Nhà nước, ông theo học các khóa tại Học viện Chính trị Quốc gia Hồ Chí Minh, nhận bằng Cao cấp lý luận chính trị. Từ tháng 6 đến tháng 9 năm 2014, ông tham gia lớp bồi dưỡng dự nguồn cán bộ cao cấp Trung ương khóa IV tại Học viện Chính trị, sau đó, trong tháng 11, 12 năm 2019, ông tham gia chương trình đào tạo Đề án 165 về Nâng cao năng lực quản trị và hoạch định chính sách tại Pháp. 

## Sự nghiệp

### Các giai đoạn
Tháng 10 năm 1993, sau khi tốt nghiệp đại học, Nguyễn Văn Phương trở về quê nhà, được tuyển dụng vào vị trí cán bộ Phòng Kế hoạch kỹ thuật, Công ty Công trình giao thông Thừa Thiên Huế, một doanh nghiệp nhà nước phụ trách giao thông. Tháng 7 năm 1995, ông được chuyển sang làm cán bộ Phòng Kế hoạch điều độ, Cảng biển Thuận An. Từ giai đoạn này cho đến năm 2000, ông đảm nhiệm các vị trí là Bí thư Chi đoàn Cảng Thuận An, Ủy viên Ban chấp hành Huyện đoàn Phú Vang khóa 1997 – 2000, rồi Trưởng phòng Kế hoạch điều độ Cảng Thuận An. Tháng 9 năm 2000, ông được chuyển tới Sở Giao thông vận tải, là Chuyên viên Phòng Quản lý giao thông rồi Chuyên viên Phòng Kinh tế – Kế hoạch của sở. Từ tháng 1 năm 2002 đến tháng 1 năm 2007, ông lần lượt là Phó Trưởng phòng rồi Trưởng phòng Kế hoạch kỹ thuật, Bí thư Chi bộ Tài vụ – Kế hoạch, Sở Giao thông vận tải tỉnh Thừa Thiên Huế. Vào tháng 2 năm 2007, ông được bổ nhiệm làm Phó Giám đốc Sở Giao thông vận tải.
Tháng 9 năm 2008, Nguyễn Văn Phương được điều về huyện Hương Trà, vào Ban Thường vụ Huyện ủy, nhậm chức Phó Bí thư Huyện ủy, Chủ tịch Ủy ban nhân dân huyện Hương Trà. Ông công tác ở Hương Trà thời gian ngắn, tiến hành các bước để nâng cấp huyện với việc Chính phủ ban hành Nghị quyết 99/NQ-CP chuyển huyện Hương Trà thành thị xã Hương Trà vào ngày 15 tháng 11 năm 2011. Tháng 9 năm 2010, tại Đại hội đại biểu Đảng bộ tỉnh Thừa Thiên Huế lần thứ XIV, ông được bầu làm Ủy viên Ban chấp hành Đảng bộ tỉnh nhiệm kỳ 2010 – 2015. Sau đó, ông được chuyển vị trí làm Phó Giám đốc rồi Giám đốc Sở Kế hoạch và Đầu tư tỉnh Thừa Thiên Huế. Ông cũng là Đại biểu Hội đồng nhân dân tỉnh Thừa Thiên Huế nhiệm kỳ 2011 – 2016, 2016 – 2021 và 2021 đến nay.
Năm 2015, tại Đại hội đại biểu Đảng bộ tỉnh Thừa Thiên Huế lần thứ XV, ông tiếp tục là Tỉnh ủy viên. Sau đó, tháng 5 năm 2016, tại kỳ họp bất thường của Đảng bộ tỉnh, ông được bầu vào Ban Thường vụ Tỉnh ủy, sau đó là Phó Bí thư Ban Cán sự Đảng Ủy ban nhân dân tỉnh. Ông được Hội đồng nhân dân tỉnh bầu và Thủ tướng Nguyễn Xuân Phúc bổ nhiệm làm Phó Chủ tịch Ủy ban nhân dân tỉnh Thừa Thiên Huế, phụ trách công tác phối hợp với Chủ tịch Phan Ngọc Thọ.

### Chủ tịch Thừa Thiên Huế
Tháng 10 năm 2020,  tại Đại hội đại biểu Đảng bộ tỉnh Thừa Thiên Huế lần thứ XVI, ông được bầu làm Tỉnh ủy viên rồi Ủy viên Ban Thường vụ Tỉnh ủy, tiếp tục là Phó Chủ tịch Ủy ban nhân dân tỉnh. Ngày 25 tháng 6 năm 2021, Tỉnh ủy Thừa Thiên Huế tổ chức cuộc họp bất thường, bầu ông làm Phó Bí thư Tỉnh ủy. Ngày 28 tháng 6 năm 2021, tại kỳ họp thứ nhất Hội đồng nhân dân tỉnh tỉnh khóa VIII, thực hiện quy trình miễn nhiệm và bầu bổ sung chức danh lãnh đạo. Theo đó, các đại biểu Hội đồng nhân dân tỉnh Thừa Thiên Huế đã thống nhất, biểu quyết và thông qua dự thảo nghị quyết miễn nhiệm chức danh Chủ tịch Ủy ban nhân dân tỉnh khóa VIII đối với Phan Ngọc Thọ, bầu Nguyễn Văn Phương giữ chức Chủ tịch Ủy ban nhân dân tỉnh Thừa Thiên Huế nhiệm kỳ 2021 – 2026 với tỉ lệ 51/51 phiếu bầu (100%). Ngày 28 tháng 7 năm 2021, Thủ tướng Phạm Minh Chính đã phê chuẩn vị trí chủ tịch tỉnh của ông.
Với vị trí này, Nguyễn Văn Phương phụ trách lãnh đạo, quản lý, điều hành chung và toàn diện mọi hoạt động của Ủy ban nhân dân tỉnh; trực tiếp chỉ đạo công tác quy hoạch, kế hoạch, điều hành ngân sách, đầu tư công, ngoại giao và quan hệ đối ngoại; quyết định chủ trương đầu tư đối với các dự án chương trình mục tiêu, dự án trong và ngoài ngân sách; chủ trương đấu thầu, đấu giá tài sản nhà nước; công tác quốc phòng, an ninh, cải cách hành chính, địa giới hành chính; tổ chức bộ máy, xây dựng chính quyền, biên giới và các vấn đề về biển Đông, hải đảo; thanh tra và phòng chống tham nhũng; trực tiếp chỉ đạo các đơn vị: Công an tỉnh, Bộ Chỉ huy Quân sự tỉnh, Bộ Chỉ huy Bộ đội Biên phòng tỉnh, Sở Ngoại vụ, Sở Kế hoạch và Đầu tư, Sở Tài chính, Sở Nội vụ, Thanh tra tỉnh, Viện Nghiên cứu phát triển tỉnh, Quỹ Đầu tư và Phát triển tỉnh, Quỹ Bảo lãnh tín dụng cho doanh nghiệp vừa và nhỏ tỉnh Thừa Thiên Huế.

## Khen thưởng
Trong sự nghiệp, Nguyễn Văn Phương được trao một số giải thưởng như:
- Chiến sĩ thi đua cấp tỉnh;
- Bằng khen của Thủ tướng Chính phủ;